# Jan van Bourbon
Jan van Bourbon ook bekend als Jan van Bourgondië (circa 1231 - Moulins, 29 september 1268) was van 1248 tot aan zijn dood graaf van Charolais en van 1262 tot aan zijn dood heer iure uxoris van Bourbon. Hij behoorde tot het oudere huis Bourgondië.

## Levensloop
Jan was de tweede zoon van hertog Hugo IV van Bourgondië en diens echtgenote Yolande, dochter van graaf Robert III van Dreux. In 1248 kreeg hij van zijn vader het graafschap Charolais toegewezen.
In februari 1248 huwde hij met Agnes van Dampierre (overleden in 1288), dochter van heer Archimbald IX van Bourbon. Toen Agnes na het overlijden van haar oudere zus Mathilde II vrouwe van Bourbon werd, werd Jan in 1262 heer van Bourbon in het recht van zijn echtgenote. Dat bleef hij tot aan zijn dood in 1268.
Agnes en Jan hadden een dochter Beatrix (1257-1310), die in 1272 huwde met graaf Robert van Clermont, zoon van koning Lodewijk IX van Frankrijk. Robert werd op die manier de stichter van de Capetijnse dynastie van het huis Bourbon. 